# Aloo gobi
L'aloo gobi (du punjabi), aussi appelé alu gobi, ou aloo gobhi (de l'hindi, आलू गोभी) est un plat de curry indien « sec » (sans sauce liquide). L'aloo gobi est constitué de pommes de terre  (aloo) et de chou-fleur (gobi)  agrémentés d'épices. Ce plat doit sa couleur jaune à l'utilisation d'épices telles que le curcuma, et peut contenir des feuilles de curry et des oignons.
C'est un plat très présent dans le film Joue-la comme Beckham, le DVD du film offre d'ailleurs un complément dans lequel la réalisatrice prépare ce plat.